# Соборное (Сумская область)
Соборное (укр. Соборне, до 2016 г. — Пионер) — село,
Гринченковский сельский совет,
Ахтырский район,
Сумская область,
Украина.
Код КОАТУУ — 5920382004. Население по переписи 2001 года составляет 85 человек.

## Географическое положение
Село Соборное находится между реками Ташань и Олешня (4-5 км).
Примыкает к селу Гринченково.
Рядом проходит железнодорожная ветка.

## Экономика
- «Пионер», агрофирма.